# Missão Evangélica Pentecostal do Brasil
A Missão Evangélica Pentecostal do Brasil (MEPB) é uma igreja pentecostal clássica que foi fundada em novembro de 1939, na cidade de Manaus, estado do Amazonas.

## História
Uma propriedade localizada entre a Estrada Militar e a Rodovia do Pacífico que seria o local que Deus havia mostrado a irmã Hannah Gorenson para aquela comunidade adquirir. Era o começo daquela que seria chamada The Church By the Side of the Road - Igreja da (do lado) Beira da Estrada. Teve início então a agência mantenedora de Harland, Hazel Graham e Harold e Ethel Matson, missionários que viriam ao Brasil para evangelizar na nova fé pentecostal.
Nesse mesmo ano chegam a Manaus vindos do Canadá o casal de missionários: Ethel Wadlin Matson e Harold Wesley Matson para auxiliar Harland e Hazel Graham. Iniciaram os trabalhos de evangelização e discipulado sozinhos, organizaram um templo no ano de 1941 e realizaram o primeiro batismo em terras brasileiras no ano de 1942.

### Chegada ao Nordeste
Harold Matson viaja a convite, para a cidade de Natal, Rio Grande do Norte no ano de 1945, logo depois chega Harland Graham e sua esposa, Hazel Graham. No dia 25 de junho de 1949, organiza-se em Natal a Missão Evangélica Pentecostal do Brasil. A Igreja ficara conhecida como Tenda Catedral devido o uso de tendas de circo emprestadas pela Igreja do Evangelho Quadrangular para as reuniões naquela cidade.
O início da MEPB em Natal foi responsável por transformações nas igrejas desta cidade quando leva para Natal grandes tendas de lona para conferencias de avivamento com um pastor americano da Igreja do Evangelho Quadrangular, Pr. Eugene Stubbs. Esta fora a primeira vez que a cidade testemunha eventos de pregações em grandes aglomerações ao ar livre com curas de diversas doenças através da oração.
Logo depois a Igreja expandiu-se para o interior do Estado, como Lages e Angicos passando para João Pessoa em 1950, Fortaleza em 1955 e finalmente chega a Recife em 1963. Em todos os Estados por onde passou o início das atividades fora marcado pela armação de tendas.

## Educação e trabalho social

### Seminários
- em Fortaleza, Ceará: Seminário Teológico Pentecostal do Ceará
- em Natal, Rio Grande do Norte: Centro de Treinamento Teológico Harland Graham.

### Escola
- em Natal, Rio Grande do Norte: Escola de Ensino Fundamental A Seara

### Orfanato
- em Macaíba, Rio Grande do Norte: Orfanato Lírio dos Vale

## Organização jurídica
A Missão Evangélica Pentecostal do Brasil, já com atuação em vários Estados no Brasil, cria seus estatutos e organiza-se com base nacional no ano de 1965, passando a ter uma sede nacional na cidade do Recife. Posteriormente, transferira-se para Natal, no Rio Grande do Norte.
Estabelece-se então que a denominação seria dirigida em âmbito nacional por um colegiado denominado Supremo Concílio, composto de Presidente, Vice-Presidente, 1º Secretário, 2º Secretário, 1º tesoureiro, 2º tesoureiro e três oficiais complementares. Logo após a 1ª convenção Nacional, a Missão Evangélica Pentecostal do Brasil é registrada em Cartório e passa a ter existência jurídica efetivada, cadastrando-se no Ministério da Fazenda e adquirindo personalidade jurídica.
No dia 30 de maio de 1965 fora feito o registro no 2º cartório e publicado em Diário Oficial de Pernambuco nº 95 neste ano, a inscrição dos Estatutos da Missão Evangélica Pentecostal do Brasil, pelo missionário Harland Edwin Graham. No ano de 1968 acontece a primeira Convenção Nacional da Missão Evangélica Pentecostal do Brasil em João Pessoa.

### Presidentes nacionais da Missão Evangélica Pentecostal do Brasil
| Sequência | Período     | Nome                       | Observações                                                                                          |
| --------- | ----------- | -------------------------- | --- |
| 1         | 1968 a 1977 | Harland Edwin Graham       | |
| 2         | 1977 a 1978 | William David Mercer       | |
| 3         | 1979 a 1983 | Aldo Augusto da Rocha      | |
| 4         | 1983 a 1986 | Manoel Soares Filho        | 1º mandato                                                                                           |
| 5         | 1986 a 1987 | Izirlei Vieira Guimarães   | – Vice-Presidente que substituiu interinamente Manoel Soares Filho até a Convenção Nacional seguinte |
| 6         | 1987 a 1993 | Rex Joseph Jerry Stuckless | |
| 7         | 1993 a 1999 | Manoel Soares Filho        | 2º mandato                                                                                           |
| 8         | 1999 a 2001 | José Azemar Luna Sales     | 1º mandato                                                                                           |
| 9         | 2001 a 2003 | José Azemar Luna Sales     | 2º mandato                                                                                           |
| 10        | 2003 a 2009 | José Azemar Luna Sales     | 3º mandato                                                                                           |
| 11        | 2009 a 2013 | José Azemar Luna Sales     | 4º mandato                                                                                           |
| 12        | 2013 a 2017 | José Azemar Luna Sales     | 5º mandato                                                                                           |

## Símbolos

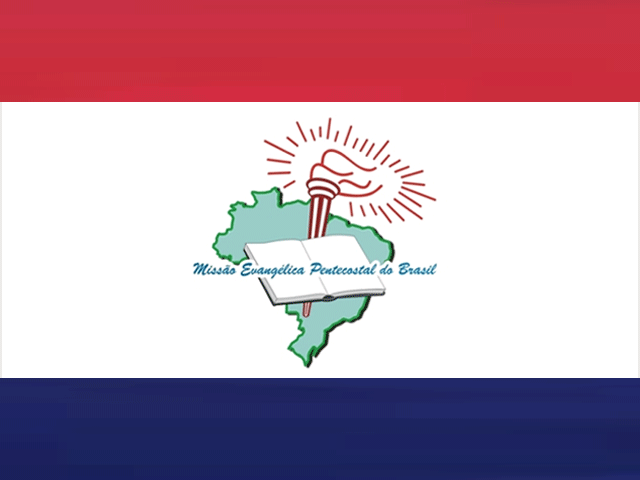
Bandeira Oficial da MEPB

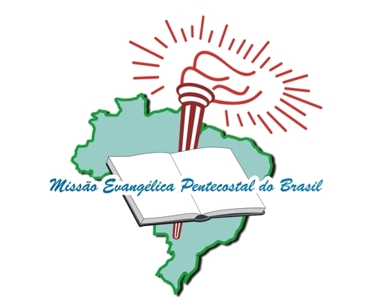
Logotipo Oficial da MEPB

Como símbolos básicos que configuram a identidade visual da MEPB foram aprovados em Convenção Nacional a bandeira oficial e o logotipo oficial.
No logotipo encontra-se o mapa do Brasil representando o campo missionário da igreja; uma tocha acesa que significa a ação do Espírito Santo (Pentecostes); e, uma Bíblia que mostra o Evangelho de Cristo.
Na bandeira aparecem o logotipo oficial e as barras horizontais nas cores vermelho, branco e azul.
O hino oficial da MEPB pode ser encontrado no site oficial.

## Doutrinas básicas
A igreja Missão Evangélica Pentecostal do Brasil possui um credo tradicional no pentecostalismo clássico, o qual envolve as seguintes doutrinas básicas:
1. A Bíblia como único livro de fé e prática.
2. Existência da Trindade Divina, formada por Pai, Filho e Espírito Santo.
3. Deus como criador de tudo.
4. O homem como criatura de Deus, à sua imagem e semelhança.
5. A realidade do pecado e de suas terríveis conseqüências para o homem.
6. Crença na existência histórica de Jesus Cristo, sua divindade, nascimento, missão, morte, ressurreição, ascensão, glorificação e Reino Eterno.
7. Doutrinas da justificação, regeneração e salvação.
8. Batismo no Espírito Santo na atualidade.
9. Cura Divina como ação de Deus também nos tempos atuais.
10. Realidade de Satanás, como personificação do Mal.
11. Cumprimento das duas ordenanças deixadas por Jesus Cristo à Igreja: Batismo nas águas e Santa Ceia.
12. A importância do sacerdócio do crente como despenseiro, administrador dos mistérios de Deus, dizimista e testemunha, além do Santo Ministério conforme chamado e vocação de Deus.
13. Doutrina escatológica envolvendo o Arrebatamento da Igreja por Cristo, antes da Grande Tribulação e do Milênio (pré-tribulacionaismo e pré-milenarismo), reino terreno de Cristo por mil anos, e posteriormente na eternidade em novo céu e nova terra, e por fim um Juízo Final, para todos que não foram achados inscritos no Livro da Vida.

O Credo completo da MEPB pode ser encontrado em Sobre a MEPB no site oficial.